# صالح بن عبد المحسن آل علي
صالح بن عبد المحسن آل علي الحاكم الثاني عشر من أسرة آل علي في منطقة حائل شمال الجزيرة العربية.

## بداية حكمه
تولى الحكم في حائل بعد اغتيال أخيه محمد بن عبد المحسن آل علي، عام 1818 على يد الدولة العثمانية، وبعد عامين من توليه الحكم ظهرت أول حركة معارضة ضد حكم آل علي في حائل، وقاد الحركة كل من عبد الله العلي الرشيد وأخوه عبيد العلي الرشيد، وكان من جملة ما يطالب به المعارضون: حماية حائل من غارات البدو المستمرة عليها، وهو العنصر الذي اتخذه عبد الله الرشيد أساساً لمعارضته لحكم آل علي.

## المعارضة الداخلية
وفي أواخر عام 1820 تصاعدت حدة الخلاف بين الحاكم صالح العبد المحسن وبين معارضيه أبناء الرشيد، فأصدر قراراً بنفيهم إلى العراق، التي كان لقبيلة شمر نفوذ فيها بعد ثلاثين عام من هجرتهم إليها.ولايزال أبناء الامارة في العراق / بابل في منطقة المحاويل وهم الآن تحت لواء الأمير حسين آل علي

## الانقلاب
نفذ عبد الله وعبيد الرشيد قرار النفي، وظلوا في العراق حتى عام 1834. ففي ذلك العام استنجد فيصل بن تركي آل سعود بعبد الله العلي الرشيد من أجل استرداد حكم أبيه الذي اغتيل في الرياض، (وكان السعوديون قد أعادو تأسيس إمارتهم الثانية). وجد عبد الله بن رشيد الفرصة ليعود إلى نجد، فأجاب فيصل بن تركي وأعاد له حكم والده، وهنا أصبح عبد الله بن رشيد قوياً أمام منافسه في حائل صالح آل علي، فعاد عبد الله بن رشيد إلى حائل، ونفذ انقلابا أبيضا ضد آل علي ونفى صالح العبد المحسن إلى المدينة المنورة، وذلك في عام 1834 م.

## محاولات العودة
حاول صالح مراراً أن يعود إلى حائل ورتب اتفاقا مع أحد القادة العثمانيين، غير أنه قتل مع أتباعه على يد عبيد العلي الرشيد قبل أن يدخلوا حائل أواخر عام 1834.
قام عبد الله وعبيد الرشيد بقتل الأمير صالح بن عبد المحسن، خلف ولدين علي وعيسى، علي هرب إلى العراق وعيسى بقي في حائل عند أخواله.